# Georges-Henri Pingusson
 (novembre 2021).
Georges-Henri Pingusson (né à Clermont-Ferrand le 26 juillet 1894, mort à Paris le 22 octobre 1978) est un architecte, urbaniste, enseignant et ingénieur français.

## Biographie
Après des études à l'École des Roches, il obtient son diplôme d'ingénieur à l'École supérieure de mécanique et d'électricité en 1913. Il combat durant la Première Guerre mondiale dans les Dardanelles d'où il revient avec les honneurs militaires. Mais à son retour, il part pour un voyage initiatique en Italie à la recherche des bases de la civilisation. Classé premier au concours d'entrée de l’école nationale supérieure des beaux-arts de Paris, il étudie l'architecture de 1919 à 1925 dans les ateliers de Gustave Umbdenstock et de Paul Tournon.
Il entame sa carrière en réalisant une architecture balnéaire dans un style régionaliste associé à Paul Furiet ; certains bâtiments contiennent les prémices de la modernité comme la villa Romée (1928) à Cannes. Mais dans les années 1930, au décès de Paul Furiet, il change brutalement d'optique et se tourne vers le mouvement moderne.
Il dessine en 1930 une voiture au concept extrêmement moderne l'«Unibloc»: phares avant sous un vitrage caréné, ouverture des portes "en papillon" et structure en aluminium auto-portante. Il anticipe toute une recherche sur le mobilier moderne qui prendra place dans l'hôtel Latitude 43, et ses recherches sur les outils du quotidien (téléphones, lavabos), la production, l'économie et la valeur d'usage, qui sera un fil conducteur de son travail. Il se posera toujours la question non seulement du "comment", mais également du "quoi".
Il réalise en 1932 son chef-d'œuvre, l'hôtel Latitude 43 à Saint-Tropez, bâtiment emblématique de la coursive décalée, qui permet de s'adapter au site en offrant une double exposition aux chambres, vue mer au nord et soleil sur la pinède au sud. Le bâtiment développe sur son fronton mer la silhouette d'un paquebot moderne, radicalement layé par les lignes horizontales des coursives et des vues nord. Ce bâtiment s'inscrit dans un complexe aujourd'hui disparu qui s'échelonnait jusqu'au bord de mer : casino, piscine, terrains de sports, consacrés à l'homme moderne.
Il participe à l'Union des artistes modernes (UAM) aux côtés de Robert Mallet-Stevens. Il entre par ailleurs au comité de rédaction de la revue L'Architecture d'aujourd'hui dès les premiers numéros.
Durant la crise de 1935, il s'associe à Robert Mallet-Stevens pour des concours perdus, notamment le concours pour la réalisation de l'aérogare du Bourget en 1937, où il invente une passerelle fermée qui, depuis l'aérogare, dessert à niveau les avions (cette invention sera reprise aux États-Unis pour l'aéroport de San Francisco en 1957).
Durant la guerre, il travaille à des études sur la normalisation de la construction, et prépare la Reconstruction avec d'autres homologues comme Jean Prouvé.
Architecte en chef de la reconstruction de la Sarre de 1945 à 1950 puis du département de la Moselle (de 1946 à 1957). Il y propose en 1947 un plan d'urbanisme futuriste et consacré à la modernité pour la reconstruction totale de Sarrebruck, la caserne des pompiers de Metz, de Sarreguemines et le plan de Briey (Le Corbusier y fera bâtir une unité d'habitation). Il réalise en Lorraine un grand nombre de plans et logements, notamment pour la reconstruction de la ville de Waldwisse, mais aussi des églises dont Saint-Maximin de Boust, église ronde, exprimant, après les destructions et le chaos, la fraternité retrouvée dans l'unité de Dieu. Il avait déjà proposé ce modèle avant-guerre pour l'église "Jésus ouvrier" à Arcueil en 1938.
Son second chef-d'œuvre est le mémorial des Martyrs de la Déportation situé au bout de l'île de la Cité à Paris, réalisé avec une contrainte de non-visibilité par la présence de la cathédrale Notre-Dame. Il magnifie le programme en l'enfouissant dans une crypte, à laquelle on accède forcément seul dans le gabarit de l'escalier qui y mène, pour se retrouver broyé face à un peloton d'exécution stylisé qu'il fera réaliser en fer de construction. Tous les sols de France sont présents dans les agrégats du béton blanc mégalithique, de même que dans la porte d'entrée qui semble, par l'inclinaison des murs, se refermer sur l'individu. Le rond poli qui est gravé dans le béton de la porte d'entrée représente toutes les âmes qui, sur l'autre face en vis-à-vis, sont symbolisées dans les lumières qui brillent dans l'obscurité du couloir funéraire.
Doué d'une grande culture, il enseigne en tant que chef d'atelier à l'école nationale supérieure des beaux-arts de Paris, puis à l'école d'architecture de Nanterre, où il développe la notion de pluridisciplinarité et les outils d'investigation dans tous les domaines du savoir et des connaissances, techniques et sociales, il promeut des ateliers "hors les murs de l'école" dont le chantier/laboratoire de reconstruction d'un village, abandonné sur son oppidum ancien à Grillon (Vaucluse).
Son dernier projet, le vialle de Grillon, dont il ne put voir l'achèvement (il meurt à 84 ans pendant le déroulement des études), est la construction d'un ensemble de logements sociaux dans une portion de rempart d'un village ancien fortifié à Grillon (Vaucluse), où il réemploie la coursive décalée permettant la double orientation du Latitude 43, permettant ici la vue plaine, et là la vue patio.

## Distinction
Il est nommé chevalier de la Légion d'honneur.

## Principales réalisations

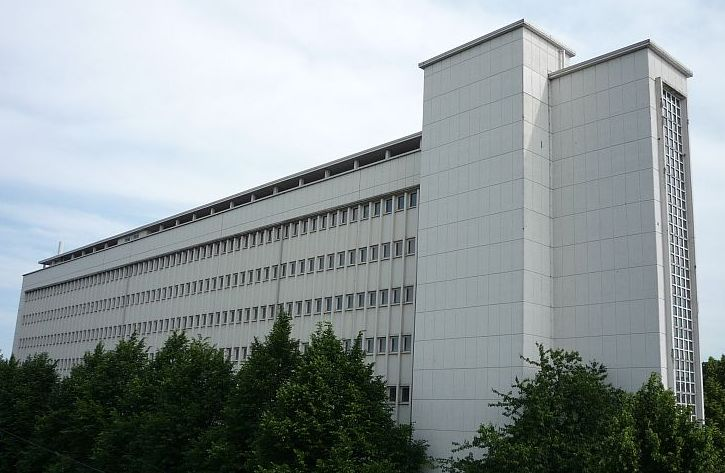
Ancienne ambassade de France à Sarrebruck (façade au nord)

Mémorial des Martyrs de la Déportation sur l'île de la Cité à Paris

- 1925 : hippodrome de la Canche[11] au Touquet-Paris-Plage avec Paul Furiet
- 1926-1927 : maisons ouvrières pour la Société française des explosifs, à Cugny (Seine-et-Marne)
- 1926-1927 : théâtre-cinéma Le Colisée[12] à Nîmes  Inscrit MH (2015)
- 1926-1928 : villa Bourboulon[13], dans le quartier de Costebelle à Hyères (Var)
- 1927-1928 : villa Isola Serena[14] (Paul Gillet commanditaire) et villa Romée[3] à Cannes, labellisées « Patrimoine du XXe siècle »
- 1927-1930 : villa Bagheera, à Anglet, boulevard des Plages / 8 avenue des Œuillets[15],[16]
- 1929-1931 : théâtre des menus plaisirs, actuelle Comédie de Paris[17], 42 rue Fontaine dans le 9e arrondissement de Paris  Inscrit MH
- 1931 : centrale thermo-électrique Arrighi[18] à Vitry-sur-Seine
- 1932 : villa Goyetchea[19] (commanditaires famille Caron) à Urrugne
- 1932 : hôtel Latitude 43[20] à Saint-Tropez  Inscrit MH[21]
- 1934 : immeuble d'habitation dit villa Ternisien 5 rue Denfert-Rochereau à Boulogne-Billancourt

Villa Ternisien à Boulogne-Billancourt

- 1952-1954 : ambassade de France[22] à Sarrebruck (aujourd'hui ministère de la culture et des sciences de la Sarre)
- 1953-1960 : caserne de pompiers à Metz
- 1954-1964 : mémorial des Martyrs de la Déportation sur l'île de la Cité à Paris[23]  Inscrit MH
- 1955-1960 : deux ensembles de 100 logements Logécos à Briey-en-Forêt
- 1955-1963 : quatre églises en Moselle :
  - église Saint-Martin de Corny-sur-Moselle
  - église Saint-Maximin de Boust[24]  Inscrite MH (2014)
  - église de la Nativité-de-la-Vierge à Fleury
  - église Saint-Pierre à Borny
- 1960 : école maternelle et primaire au titre de l'unité d'habitation de Briey-en-Forêt Meurthe-et-Moselle
- 1963 : groupe scolaire rue de la Belle-Feuille à Boulogne-Billancourt
- 1964 : immeuble HLM des Hautes-Plaines aux Ulis (Essonne)
- 1966-1968 : salle de spectacle, 60 rue Belle-Feuille, à Boulogne-Billancourt (actuel Carré Belle-Feuille)[25]
- 1968-1974 : lycée technique Henri-Nominé à Sarreguemines
- 1974-1978 : ensemble de 18 logements au vialle de Grillon (Vaucluse)[9],[10]

## Pour approfondir